# Kalanchoe daigremontiana
Kalanchoe daigremontiana ist eine Pflanzenart der Gattung Kalanchoe in der Familie der Dickblattgewächse (Crassulaceae). Sie ist in Madagaskar verbreitet und wird als Zimmerpflanze genutzt.

## Beschreibung

### Vegetative Merkmale
Die aufrechte, zweijährige bis ausdauernde, sukkulente Pflanze erreicht Wuchshöhen von 30 bis zu 150 Zentimetern. Die einfachen, bräunlichen Stängel sind aufrecht oder niederliegend-aufrecht. Die dreieckig zugespitzten, dunkelgrünen, rosagrünen bis purpurgrünen, braunrot gefleckten, fleischigen Laubblätter sind 15 bis 28 Zentimeter lang und 2 bis 5 Zentimeter breit. Die stängelumfassenden Blattstiele weisen eine Länge von 2 bis zu 5 Zentimeter auf. An den gekerbten Blatträndern bilden sich zahlreiche Brutknospen.
Kalanchoe daigremontiana ist hinsichtlich der Größe und Farbe der Laubblätter sehr variabel.

### Blütenstände und Blüten
Der vielblütige Blütenstand ist eine lockere, rispige Zyme. Der Blütenstiel ist zwischen 5 und 11 Millimeter lang. Die hängenden oder abgespreizten Blüten sind zwittrig und vierzählig. Die vier Kelchblätter sind zu einer 2,5 bis 6 Millimeter langen Kelchröhre verwachsen, die in dreieckig zugespitzten Kelchzipfeln von 3 bis 5 Millimeter Länge und 2,2 bis 3,6 Millimeter Breite endet. Die vier rötlichen bis purpurnen Kronblätter sind glockig verwachsen. Die Kronröhre ist 16 bis 19 Millimeter lang. Ihre verkehrt eiförmigen, zugespitzten Kronzipfel weisen eine Länge von 7 bis 8 Millimeter und eine Breite von 3,5 bis 4,5 Millimeter auf. Es sind zwei Kreisen mit je vier Staubblättern vorhanden; sie sind unterhalb der Mitte der Kronröhre angeheftet. Die oberen Staubblätter ragen aus der Kronröhre heraus. Die 1,2 bis 25 Millimeter großen Staubbeutel sind nierenförmig. Die etwa 1,5 bis 2 Millimeter langen und 0,3 bis 1 Millimeter breiten Nektarschüppchen sind mehr oder weniger rechteckig mit einer stumpfen  bis ausgerandeten Spitze. Die vier Fruchtblätter sind etwa 6 Millimeter lang. Der Griffel weist eine Länge zwischen 11 und 15 Millimeter auf.
Je Blüte werden vier Balgfrüchte gebildet, die eine Länge von 7 bis 10 Millimeter und eine Breite von 2 bis 4 Millimeter aufweisen. Die winzigen Samen weisen eine Größe von 0,6 bis 1 Millimeter × 0,2 bis 0,3 Millimeter auf.

## Systematik, Verbreitung und Gefährdung
Die Erstbeschreibung erfolgte 1914 durch die beiden französischen Botaniker Raymond-Hamet und Joseph Marie Henry Alfred Perrier de la Bâthie. Das Epitheton der Art widmeten sie dem Ehepaar Daigremont, die Mitglieder der Botanischen Gesellschaft Frankreich waren. Alwin Berger stellte die Art als Bryophyllum daigremontianum in die von ihm anerkannte Gattung Bryophyllum.
Kalanchoe daigremontiana ist im Südwesten von Madagaskar in offenen Wäldern auf Sand- oder Kalkstein verbreitet. Sie wächst verwildert in einigen tropischen Ländern (beispielsweise Indien).
Die Art steht auf der Roten Liste der IUCN und gilt als stark gefährdet (Endangered).

## Bilder

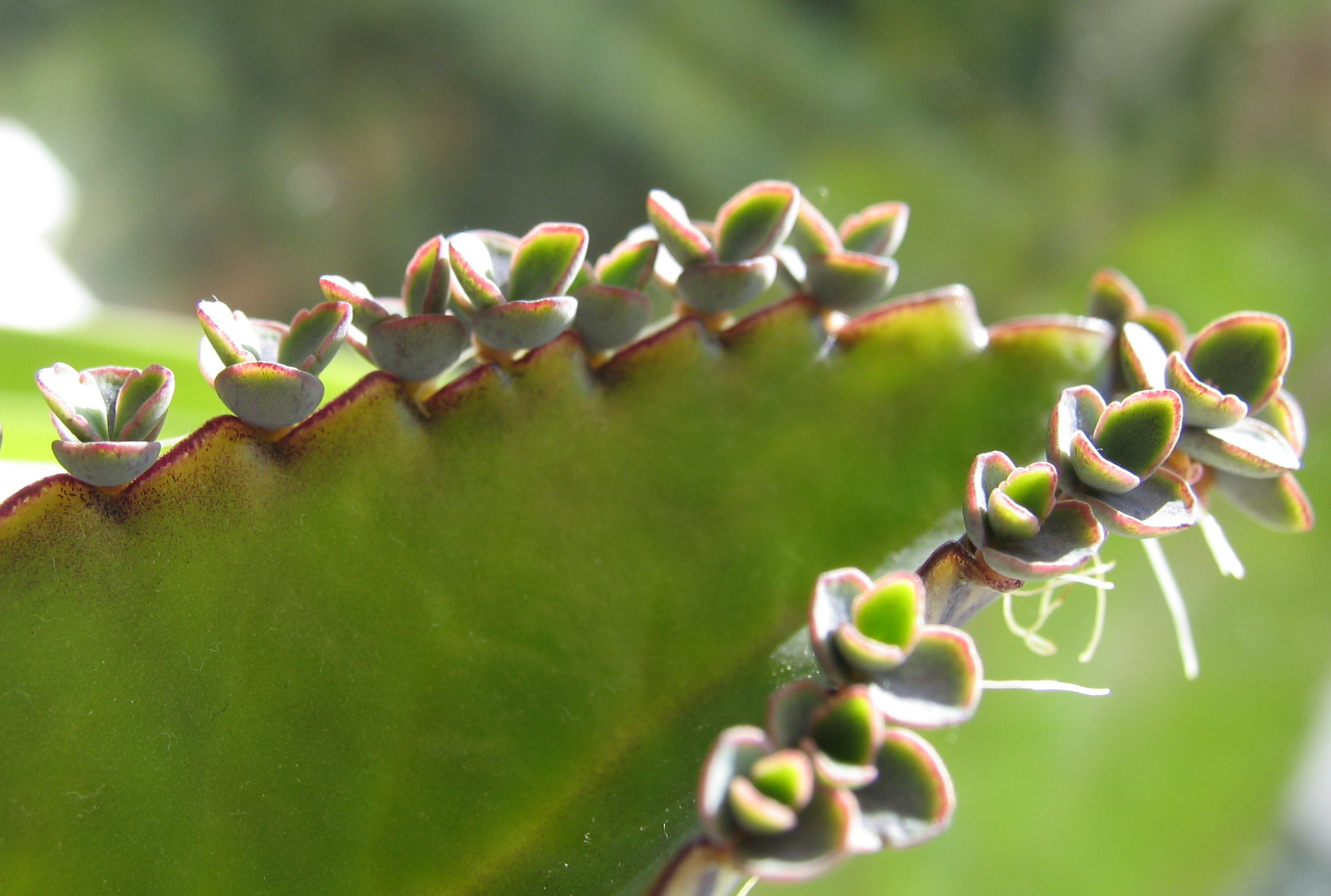
Brutknospen am Blattrand
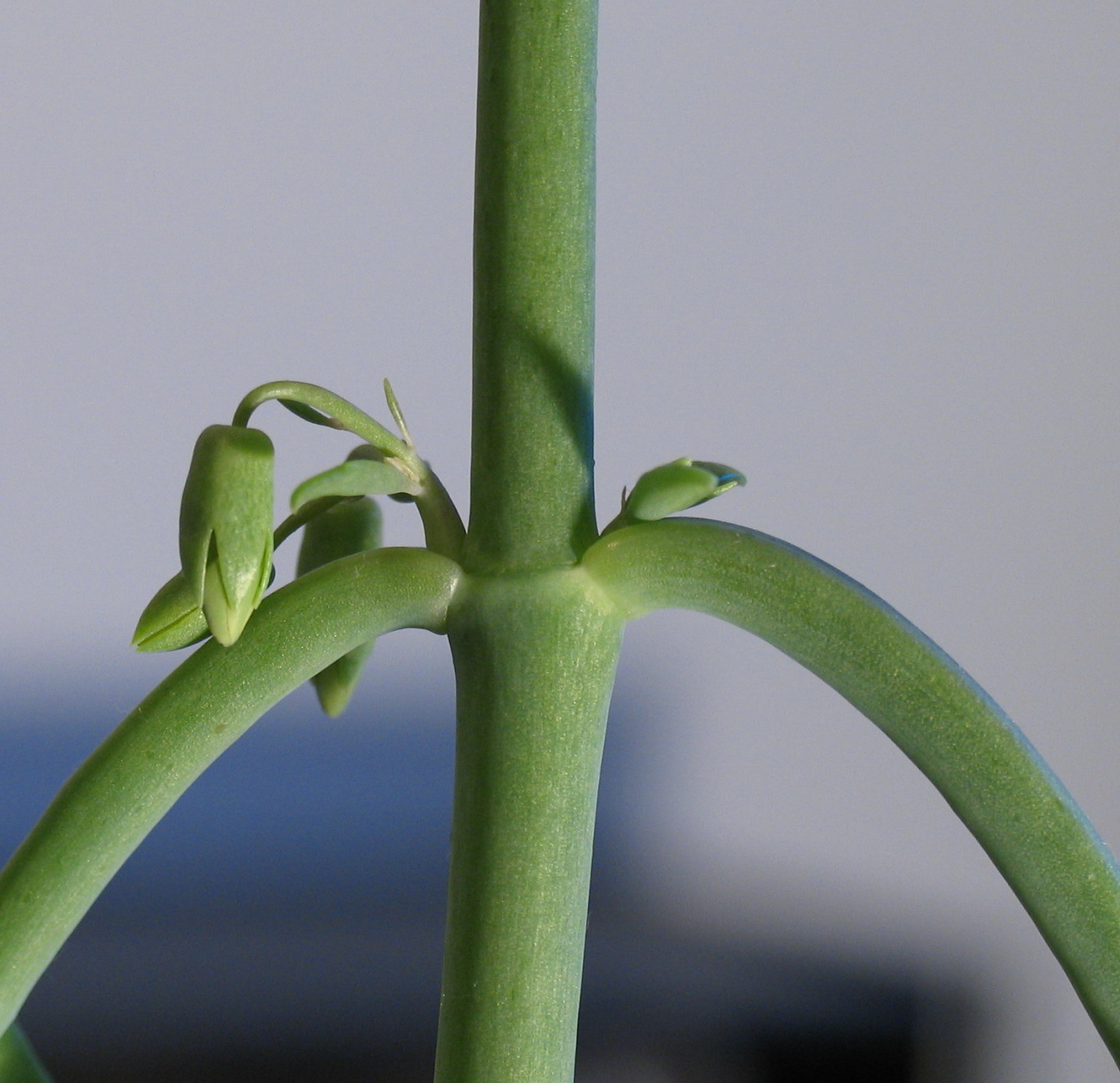
Ausbildung einer Blüte
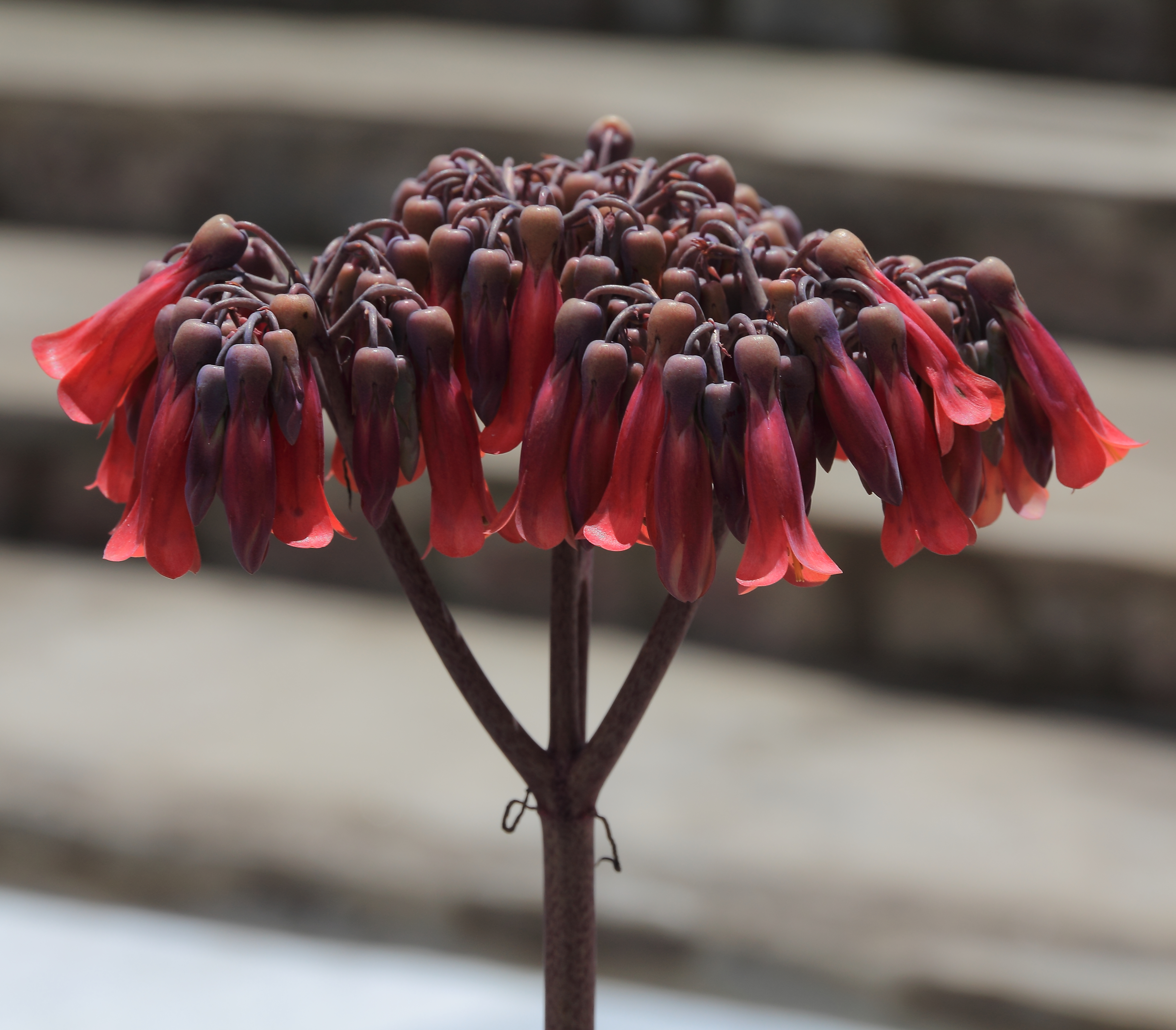
Blütenstand

## Nachweise